# Andrzej Turczyński
Andrzej Turczyński (ur. 22 lutego 1938 w Lublinie, zm. 15 listopada 2020) – polski pisarz, poeta, dramaturg, publicysta, tłumacz poezji hiszpańskiej i rosyjskiej.

## Życiorys
Pochodził z rodziny ziemiańskiej. Debiutował na łamach regionalnego czasopisma „Kamena” poematem Kandelabr Weimaru oraz opowiadaniem Dzikie kaczki. Podjął wówczas pracę w redakcji „Kuriera Lubelskiego”. W latach 1956–1960 publikował w przekłady hiszpańskich wierszy na łamach „Kultury i Życia” – dodatku do „Sztandaru Ludu”. Na początku lat 60. został współzałożycielem pisma literackiego dla młodzieży „Przemiany”. W 1969 roku wydał swój pierwszy utwór dramatyczny pt. Ubrani są nadzy. W tym samym roku otrzymał kierownicze stanowisko w Teatrze Lalek Banialuka w Bielsku-Białej. Był współorganizatorem I Międzynarodowego Biennale Teatrów Lalkowych. W latach 70. zamieszkał w Koszalinie. Rozpoczął tam m.in. współpracę z regionalnym oddziałem Polskiego Radia. W latach 1974-1975 kierował lokalnym wydaniem poznańskiego czasopisma „Tydzień”. W 1977 roku współpracował z gorzowskim Teatrem im. Juliusza Osterwy. Pod koniec życia związany był z Interdyscyplinarnym Zespołem Badań Sowietologicznych Uniwersytetu Łódzkiego, gdzie zajmował się tłumaczeniem i opracowywaniem twórczości filozofów i teologów rosyjskich z XIX i XX wieku.
Swoje recenzje, wiersze, felietony, opowiadania, przekłady (poezji rosyjskiej i hiszpańskiej) lub eseje publikował na łamach takich czasopism, jak: „Kultura”, „Tygodnik Kulturalny”, „Życie Literackie”, „Kierunki”, „Poezja”, „Fakty i Myśli” (1970–1972), „Teatr” (1973–1976), „Głos Koszaliński”, „Głos Pomorza”, „Przegląd Prawosławny”, „Arkusz”, „Miesięcznik Literacki”, „Regiony”, „Akant”, „Odra”, „Apokryf”, „Theotokos”, „Opcje”, „Czas Kultury”, „Gryf”, „W drodze”, „Zbliżenia”. Stale współpracuje z miesięcznikiem „Twórczość”.

## Nagrody i nominacje
- 1970 – Nagroda Główna w Ogólnopolskim Konkursie Poetyckim im. Jana Śpiewaka
- 1994 – nagroda Fundacji Kultury za tom esejów Rzeki popiołu
- 1994 – laureat Konkursu Polskiego Radia i „Głosu Pomorza” „Sukces 94"
- 1997 – Laur Prawosławia – Nagroda im. Księcia Konstantego Ostrogskiego
- 1999 – za całokształt twórczości literackiej nagroda im. Świętego Brata Alberta Adama Chmielowskiego

Powieść Znużenie znalazła się w gronie utworów nominowanych do Nagrody Literackiej Nike w 2001 roku. W tym samym roku Turczyński uzyskał nominację do Paszportu Polityki. Z kolei w 2012 roku powieść Koncert muzyki dawnej została nominowana do Nagrody Literackiej Gdynia.